# جيمي ميرفي (لاعب كرة قدم)
جيمي ميرفي (بالإنجليزية: Jamie Murphy)‏ (و. 1989  م) هو لاعب كرة قدم، من المملكة المتحدة، ولد في غلاسكو، يلعب كمهاجم.

## روابط خارجية
- جيمي ميرفي على موقع الاتحاد الإسكتلندي (الإنجليزية)
- جيمي ميرفي على موقع قاعدة بيانات كرة القدم.إي يو (الإنجليزية)
- جيمي ميرفي على موقع ناشيونال فوتبول تيمز (الإنجليزية)
- جيمي ميرفي على موقع Soccerbase.com (لاعب) (الإنجليزية)
- جيمي ميرفي على موقع Soccerway.com (الإنجليزية)
- جيمي ميرفي على موقع عالم كرة القدم.نت (الإنجليزية)